# Sascha Klein
Pour les articles homonymes, voir Klein.
Sascha Klein (né le 12 septembre 1985 à Eschweiler) est un plongeur allemand.

## Palmarès

### Jeux olympiques
- Jeux olympiques de 2008 à Pékin :
  -  du plongeon synchronisé à 10 m (avec Patrick Hausding).

### Championnats du monde
- Championnats du monde 2011 à Shanghai :
  -  Médaille d'argent du plongeon synchronisé à 10 m (avec Patrick Hausding).
  -  Médaille de bronze du plongeon individuel à 10 m.
- Championnats du monde 2013 à Barcelone :
  -  Médaille d'or du plongeon synchronisé à 10 m (avec Patrick Hausding).
  -  Médaille de bronze du plongeon individuel à 10 m.

### Championnats d'Europe
- Championnats d'Europe de natation 2006 à Budapest :
  -  Médaille d'argent du plongeon synchronisé à 10 m (avec Heiko Meyer).
- Championnats d'Europe de natation 2008 à Eindhoven :
  -  Médaille d'or du plongeon synchronisé à 10 m (avec Patrick Hausding).
  -  Médaille d'argent du plongeon individuel à 10 m.
- Championnats d'Europe de plongeon 2009 à Turin :
  -  Médaille d'or du plongeon synchronisé à 10 m (avec Patrick Hausding).
- Championnats d'Europe de natation 2010 à Budapest :
  -  Médaille d'or du plongeon individuel à 10 m.
  -  Médaille d'or du plongeon synchronisé à 10 m (avec Patrick Hausding).
- Championnats d'Europe de plongeon 2011 à Turin :
  -  Médaille d'or du plongeon individuel à 10 m.
  -  Médaille d'or du plongeon synchronisé à 10 m (avec Patrick Hausding).
- Championnats d'Europe de natation 2012 à Debrecen
  -  Médaille d'or du plongeon synchronisé à 10 m (avec Patrick Hausding).
- Championnats d'Europe de plongeon 2013 à Rostock :
  -  Médaille d'or du plongeon synchronisé à 10 m (avec Patrick Hausding).
  -  Médaille d'argent par équipe.